# Otho Lovering
Otto Lovering (1er décembre 1892 à Philadelphie – 25 octobre 1968), également crédité sous le nom d'Otho Lovering et Otto Levering, est un monteur américain.

## Biographie

### Carrière
Il a notamment fait le montage des Westerns de John Ford, La Chevauchée fantastique et L'Homme qui tua Liberty Valance, parmi de nombreux autres films. Il a été nommé pour un Oscar du cinéma du meilleur montage pour La Chevauchée fantastique.

## Filmographie partielle

### Cinéma
- 1928 : Sporting Goods de Malcolm St. Clair
- 1928 : Easy Come, Easy Go de Frank Tuttle
- 1928 : Pan dans le mille (Warming Up) de Fred C. Newmeyer
- 1928 : Foraine (en) (Sawdust Paradise) de Luther Reed
- 1928 : Peggy et sa vertu (Take Me Home) de Marshall Neilan
- 1928 : Son voyage en Chine (Moran of the Marines) de Frank R. Strayer
- 1929 : Redskin (en) de Victor Schertzinger
- 1929 : Les Endiablées (The Wild Party) de Dorothy Arzner : (non crédité)
- 1929 : The Wheel of Life de Victor Schertzinger
- 1929 : Force (The Mighty) de John Cromwell
- 1930 : La Rue de la chance (Street of Chance) de John Cromwell
- 1930 : The Social Lion de A. Edward Sutherland
- 1930 : Anybody's War de Richard Wallace
- 1930 : Une belle brute (Manslaughter) de George Abbott
- 1930 : The Virtuous Sin de George Cukor et Louis J. Gasnier
- 1931 : The Conquering Horde) de Edward Sloman
- 1932 : Le Démon du sous-marin (Devil and the Deep) de Marion Gering : (non crédité)
- 1932 : L'Adieu aux armes (A Farewell to Arms) de Frank Borzage : (non crédité)
- 1933 : Monsieur Bébé (A Bedtime Story) de Norman Taurog
- 1933 : Je ne suis pas un ange (I'm No Angel) de Wesley Ruggles : (non crédité)
- 1934 : All of Me de James Flood
- 1934 : Dollars et Whisky (You're Telling Me!) d'Erle C. Kenton : (non crédité)
- 1934 : Résurrection (We Live Again, titre belge Revivre) de Rouben Mamoulian
- 1935 : Aller et Retour (The Gilded Lily) de Wesley Ruggles
- 1935 : Stolen Harmony (en) de Alfred L. Werker
- 1935 : Shanghai de James Flood
- 1935 : Accent on Youth (en) de  Wesley Ruggles
- 1936 : Valiant Is the Word for Carrie de Wesley Ruggles
- 1937 : À Paris tous les trois (I Met Him in Paris) de Wesley Ruggles
- 1937 : Vogues of 1938 de Irving Cummings
- 1937 : Monsieur Dood part pour Hollywood (Stand-In) de Tay Garnett
- 1938 : J'ai retrouvé mes amours (I Met My Love Again) de Joshua Logan, Arthur Ripley et George Cukor (non crédité)
- 1938 : Casbah (Algiers) de John Cromwell
- 1938 : La Femme aux cigarettes blondes (Trade Winds) de Tay Garnett
- 1939 : La Chevauchée fantastique (Stagecoach, titre littéral français La Diligence) de John Ford
- 1939 : Reine d'un jour (Winter Carnival) de Charles Reisner
- 1939 : Divorcé malgré lui (Eternally Yours) de Tay Garnett
- 1939 : Le Poignard mystérieux (Slightly Honorable, titre belge Le Peu Honorable M..) de Tay Garnett
- 1940 : Correspondant 17 de Alfred Hitchcock
- 1942 : Jacaré de Charles E. Ford (en)
- 1942 : Mademoiselle Palmer et son psychiatre (Lady in a Jam) de Gregory La Cava
- 1945 : Oublions le passé (Pardon My Past) de Leslie Fenton
- 1946 : Fatalité (Suspense) de Frank Tuttle
- 1947 : Joe Palooka in the Knockout (en) de Reginald Le Borg
- 1948 : Joe Palooka in Winner Take All (en) de Reginald Le Borg
- 1949 : Garçons en cage (Bad Boy) de Kurt Neumann
- 1949 : Joe Palooka in the Big Fight (en) de Cy Endfield
- 1949 : Bomba, enfant de la jungle (Bomba, the Jungle Boy, titre belge Bomba, le fils de la jungle) de Ford Beebe
- 1949 : Mississippi Rhythm de Derwin Abrahams
- 1949 : Joe Palooka in the Counterpunch (en) de Reginald Le Borg
- 1949 : Bomba on Panther Island (titre belge La panthère noire) de Ford Beebe
- 1950 : Blue Grass of Kentucky de William Beaudine
- 1950 : Joe Palooka Meets Humphrey (en) de Jean Yarbrough
- 1950 : Young Daniel Boone (en) de Reginald Le Borg
- 1950 : Bomba dans le volcan en feu (The Lost Volcano) de Ford Beebe
- 1950 : A Modern Marriage de Paul Landres et Ben Parker
- 1950 : Short Grass de Lesley Selander
- 1951 : Navy Bound de Paul Landres
- 1951 : Bomba contre les chasseurs de lions (The Lion Hunters) de Ford Beebe
- 1951 : Disc Jockey de Ford Beebe
- 1952 : La Poule aux œufs d'or (Jack and the Beanstalk) de Jean Yarbrough
- 1962 : L'Homme qui tua Liberty Valance (The Man Who Shot Liberty Valance) de John Ford
- 1963 : La Taverne de l'Irlandais (Donovan's Reef) de John Ford
- 1963 : Le Grand McLintock (McLintock!) de Andrew V. McLaglen
- 1964 : Condamné à être pendu (Law of the Lawless) de William F. Claxton
- 1964 : Les Cheyennes (Cheyenne Autumn) de John Ford
- 1965 : Les Prairies de l'honneur (Shenandoah) de Andrew V. McLaglen
- 1966 : Marqué au fer rouge (Ride Beyond Vengeance) de Bernard McEveety
- 1966 : Frontière chinoise (7 Women) de John Ford
- 1966 : The Last of the Secret Agents? (en) de Norman Abbott
- 1967 : Le Ranch de l'injustice (The Ballad of Josie) de Andrew V. McLaglen
- 1967 : La Route de l'Ouest (The Way West) de Andrew V. McLaglen
- 1968 : Les Bérets verts (The Green Berets) de Ray Kellogg et John Wayne
- 1969 : La Vengeance du shérif (Young Billy Young) de Burt Kennedy
- 1969 : Un homme fait la loi (The Good Guys and the Bad Guys) de Burt Kennedy (non crédité)

### Télévision
- 1953 : The Abbott and Costello Show (série télévisée, 19 épisodes)
- 1953 : I'm the Law (série télévisée, 1 épisode The Cowboy and the Blind Man Story)
- 1954 : The Public Defender (en) (série télévisée, 3 épisodes The Prize Fighter Story et The Case of the Parolee)
- 1954 : Lassie (série télévisée, 1 épisode Inheritance)
- 1958 : Jack the Ripper (téléfilm, non crédité) de David MacDonald
- 1958 : The Veil (en) (série télévisée, 7 épisodes)
- 1958 : Destination Nightmare (téléfilm) de Paul Landres
- 1958 : The veil (téléfilm) de Frank P. Bibas, Paul Landres, David MacDonald et Herbert L. Strock
- 1959-1961 : The Rebel (en) (série télévisée, 46 épisodes)
- 1962 : Bonanza (série télévisée, 2 épisodes The Artist et A Hot Day for a Hanging)

### Réalisateur
- 1936 : Corsaires de l'air (Border Flight)

## Distinction
- 1940 : nomination pour l'oscar du cinéma du meilleur monteur pour le film La Chevauchée fantastique.